# Too Hot for TV
Vous venez d’apposer le modèle de débat d'admissibilité.
Avant toute chose, veuillez créer la page de débat correspondante en cliquant ici.
- Une fois la page de vote initialisée, rafraîchissez cette page, et le bandeau prendra son aspect définitif.
- Si votre débat d'admissibilité est groupé (le motif et l’argumentation doivent être les mêmes), modifiez cette page pour ajouter au modèle le paramètre « cat » suivi du nom de la page de discussion de l’article pour lequel la page de débat existe déjà (ex. : cat=Discussion:Nom_de_l'autre_article). Ensuite, suivez les nouvelles instructions qui apparaissent.
- Vous pouvez également utiliser le paramètre « type » pour faciliter l’accès aux critères d’admissibilité. Exemple : {{suppression|type=mot-clé}}. Liste des mots-clés existants : fiction, musique, art visuel, fanzine, jeu de société, porno, sportif, association, enseignement, société, site web, route, nombre, (Liste complète ici).

| 1. | Créez la page de débat d'admissibilité.                                                                      | Sauvegardez d’abord la page pour l’initialiser puis indiquez votre motivation.        |
| 2. | Important : ajoutez une entrée dans la section Débat d'admissibilité du jour.                                | Utilisez ce texte : *{{L\|Too Hot for TV}}                                            |
| 3. | Pensez à informer les contributeurs principaux de la page et les projets associés lorsque cela est possible. | Utilisez ce texte : {{subst:Avertissement débat d'admissibilité\|Too Hot for TV}}~~~~ |

Albums de Rockin' Squat
Libre vs Démocratie Fasciste (EP)
(2004)
Too Hot for TV est un album du rappeur français Rockin' Squat, sorti le 15 octobre 2007.

## Listes des pistes
1. Too Hot For TV
2. France à Fric
3. Quand ce sera la guerre
4. Illuminazi 666
5. Crack Game
6. 500 ans
7. L'Undaground s'exprime Chapitre 4 avec John Gali, Phett, K.ommando Toxik, Profecy, Dyva, John Steed, Kader L'Aktivist
8. Progress feat Agallah The Don Bishop
9. France à Fric (instru)
10. Too Hot For TV (instru)